# Рытвины Аль-Медина
Рытвины Аль-Медина (англ. Al-Medinah Sulci) — система рытвин (рельеф из чередующихся борозд и кряжей) на поверхности спутника Сатурна — Энцелада.

## География
Примерные координаты центра — 50°42′ ю. ш. 358°36′ з. д. / 50,7° ю. ш. 358,6° з. д.. Максимальный размер структур составляет 117,5 км. На юго-западе от них находится рытвина Шираз, на юго-востоке, совсем рядом, находятся рытвины Мосул, а восточнее — рытвины Кашмир. На северо-востоке расположен крупный 22-километровый именной кратер Камар, а на северо-востоке — 7-километровый кратер Маяруф.

## Эпоним
Названы в честь города Медина, фигурирующего в сборнике арабских сказок Тысяча и одна ночь. Официальное название было утверждено Международным астрономическим союзом в 2010 году.